# Smile (album van The Jayhawks)
Smile is het zesde studioalbum van de Amerikaanse band The Jayhawks. Op dit album ligt de nadruk minder op countrymuziek, maar meer op popmuziek met experimentele geluiden. Evenals op de vorige albums staat er veel gevoelige en harmonieuze zang op dit album. Alle bandleden hebben nummers geschreven voor dit album, evenals de producer Bob Ezrin. De muzikant/songwriter en producer Taylor Rhodes (die vooral bekend is van zijn samenwerking met Aerosmith) heeft het nummer I'm gonna make you love me geschreven samen met Gary Louris.

## Tracklist
1. Smile - (Gary Louris) – 3:50
2. I'm gonna make you love me - (Gary Louris, Taylor Rhodes) – 3:40
3. What led me to this town - (Gary Louris, Marc Perlman, Karen Grotberg, Tim O'Reagan) – 4:09
4. Somewhere in Ohio - (Marc Perlman, Gary Louris, Tim O'Reagan, Bob Ezrin) – 3:39
5. A break in the clouds - (Gary Louris, Marc Perlman, Karen Grotberg, Tim O'Reagan) – 3:59
6. Queen of the world - (Gary Louris, Bob Ezrin) – 2:35
7. Life floats by - (Gary Louris, Marc Perlman) – 4:42
8. Broken harpoon - (Gary Louris) – 3:31
9. Pretty thing - (Gary Louris, Marc Perlman) – 4:18
10. Mr. Wilson - (Gary Louris, Tim O'Reagan) – 4:26
11. (In my) wildest dreams (Gary Louris, Marc Perlman, Bob Ezrin) – 4:30
12. Better days (Gary Louris) – 4:36
13. Baby, baby, baby (Gary Louris) – 5:19

## Muzikanten

### The Jayhawks
- Gary Louris – guitar, vocals
- Karen Grotberg – keyboards, vocals
- Marc Perlman – bass, mandolin, vocals
- Tim O'Reagan – drums, percussion, vocals
- Kraig Johnson – guitar

### Overige muzikanten
- Bob Ezrin – synthesizer, percussie, accordeon, keyboards, zang, strijkarrangementen
- Eric Heywood – dobro, pedaal steelgitaar
- Armadillo String Quartet – strijkinstrumenten
- Patrick Seymour – synthesizer

## Productie
De onderstaande technici hebben mee gewerkt aan dit album.
- Producer – Bob Ezrin
- Mastering – Leon Zervos
- Opname, mixing – Jay Healy
- Geluidstechnici - Ed Ackerson, Andy Wolf, Blake Hurlbert, Colin Levine, Ok Hee Kim

Het album is geproduceers door de Canadees Bob Ezrin, die o.a. albums heeft geproduceerd van Lou Reed (Berlin), Pink Floyd (the Wall) en Deep Purple (Infinite). Deze plaat is opgenomen in de Flower Studio in Minneapolis. Het is gemixt in de Village Records in Los Angeles en gemasterd in Peekskill, New York.
Dit album is zowel op vinyl (LP) als op CD verschenen. Er zijn latere versies van dit album verschenen (met bonus tracks) maar die staan niet vermeld in dit artikel. Op de site van Discogs is de discografie van dit album te raadplegen (zie bronnen en referenties).

## Waardering
De Amerikaanse site AllMusic waardeerde dit album met vier sterren (maximum is vijf) en in de Billboard Album200 behaalde deze plaat #129. In de Britse charts haalde dit album #60.